# Celtis tenuifolia
Celtis tenuifolia es una especie de arbusto o pequeño árbol nativo de Norteamérica de la familia Cannabaceae.

## Características
Es un arbusto o pequeño árbol que alcanza de 2 a 12 metros de altura. Las hojas son alternas, simples de 5 - 7 cm de longitud y 2 - 3.5 cm de ancho, dentadas y finamente peludas.  Los brotes de invierno son marrones y peludos pero más pequeños, de solo 1-2 cm de longitud. Los frutos, comestibles y de sabor dulce, son de color púrpura oscuro y la pulpa amarilla con semillas de 5-8 mm de diámetro.

## Taxonomía
Celtis tenuifolia fue descrita por Thomas Nuttall y publicado en The Genera of North American Plants 1: 202. 1818.
Etimología
Celtis: nombre genérico que deriva de céltis f. – lat. celt(h)is  = en Plinio, es el nombre que recibía en África el "lotus", que para algunos glosadores es el azufaifo (Ziziphus jujuba Mill., ramnáceas) y para otros el almez (Celtis australis L.)
tenuifolia: epíteto latíno que significa "con hojas delgadas ".
Sinonimia
- Celtis americana Planch.
- Celtis fuscata Raf.
- Celtis georgiana Small
- Celtis grandidentata Ten.
- Celtis laevigata var. smallii (Beadle) Sarg.
- Celtis longifolia Raf.
- Celtis mississippiensis Bosc
- Celtis occidentalis var. georgiana (Small) H.E.Ahles
- Celtis occidentalis subsp. georgiana (Small) A.E.Murray
- Celtis occidentalis var. grandidentata (Ten.) Dippel
- Celtis occidentalis subsp. tenuifolia (Nutt.) A.E.Murray
- Celtis pumila var. georgiana (Small) Sarg.
- Celtis salicifolia Raf.
- Celtis smallii Beadle[4][5]